# Костобобрівський (заказник)
Костобо́брівський  — лісовий заказник місцевого значення. Розташований на південний захід від села Костобобрів Семенівського району Чернігівської області.

## Загальні відомості
Лісовий заказник місцевого значення «Костобобрівський» створений рішенням Чернігівського облвиконкому від 17 липня 1991 року № 159.
Заказник «Костобобрівський» загальною площею 24,2 га розташовано в Семенівському держлісгоспі на землях Костобобрівського лісництва кв. 18 уч. 10, кв. 26, уч. 18, кв. 27 уч. 3, 7.

## Завдання
Основним завданням лісового заказника місцевого значення «Костобобрівський» є збереження ділянки високопродуктивних насаджень віком 100 років.
- проведення наукових досліджень і спостережень;
- підтримання загального екологічного балансу в регіоні;
- поширення екологічних знань тощо.